# TX Logistik

Logo

TX Logistik (TXL) is een Duitse particuliere goederenvervoerder. Het is onderdeel van de Italiaanse staatsspoorwegen FS en rijdt sinds de zomer van 2009 treinen in Nederland. Hiervoor werd het vervoer uitbesteed. TXL werkt in Nederland samen met RRF, dat machinisten levert en het rangeerwerk in de Waalhaven en Bergen op Zoom verricht.

## Vervoer in Nederland
Sinds begin 2008 rijdt TXL sigarettentreinen Bergen op Zoom-Bologna, het traject Bergen op Zoom-Keulen werd echter tot september 2009 uitbesteed aan HGK. Hierna ging TXL dit vervoer zelf rijden. Om meer draagvlak in Nederland te creëren ging TXL in november 2009 een contract aan met Bring Logistics voor het rijden van een eenmaal weeks rijdende trein voor het vervoer van opleggers tussen  Oslo en de Waalhaven. In de zomer van 2010 werd het aantal treinparen uitgebreid naar 2. Per december 2011 stopt dit vervoer. 
Na het faillissement van Interfrigo AG in februari 2011 nam het Oostenrijkse IMS West alle vervoersactiviteiten over. Het betrof containertreinen tussen de Maasvlakte(ECT)/
Waalhaven(RSC) en Zurich Niederglatt(5x per week) en Basel(6x per week), welke nog steeds gereden worden door DB Schenker Rail N.V. Hiernaast is er een nieuwe containertrein ingelegd tussen de Maasvlakte en Frenkendorf waarbij TXL de tractie levert. Echter nam ERS Railways in mei 2011 dit vervoer over. Sinds midden juni rijdt TXL een nieuwe containertrein tussen Melzo en Venlo in opdracht van Jan de Rijk Logistics; het laatste stukje tussen de terminal in Blerick (Cabooter) en Venlo is uitbesteed aan DBS.

### Tractie
| Nummer  | Type     | In dienst sinds | Lease maatschappij |
| ------- | -------- | --------------- | ------------------ |
| 189 103 | ES 64 F4 | april 2010      | MRCE               |
| 189 106 | ES 64 F4 | 2010            | MRCE               |
| 189 109 | ES 64 F4 | 28.04.10        | MRCE               |
| 189 202 | ES 64 F4 | *               | MRCE               |
| 189 281 | ES 64 F4 | december 2009   | MRCE               |
| 189 986 | ES 64 F4 | mei 2010        | MRCE               |
| 189 996 | ES 64 F4 | 2007            | MRCE               |
| 189 997 | ES 64 F4 | 2008            | MRCE               |
| 189 998 | ES 64 F4 | 2009            | MRCE               |
| 189 999 | ES 64 F4 | *               | MRCE               |

## Incidenteel vervoer
In januari 2010 reed TXL 2 keer een staalbrammentrein Botlek-Italië. Ook in januari 2010 reed TXL een aantal keer een cellulose trein Sloehaven-Rovereto.